# Teppo Numminen
Teppo Kalevi Numminen (* 3. Juli 1968 in Tampere) ist ein ehemaliger finnischer Eishockeyspieler und -scout sowie derzeitiger -trainer, der im Verlauf seiner aktiven Karriere zwischen 1985 und 2009 unter anderem 1454 Spiele für die Winnipeg Jets, Phoenix Coyotes, Dallas Stars und Buffalo Sabres in der National Hockey League auf der Position des Verteidigers bestritten hat. Vor seiner Zeit in der NHL gewann der mehrfache Medaillengewinner bei Olympischen Winterspielen und Weltmeisterschaften drei finnische Meistertitel mit seinem Stammverein Tappara Tampere. Im Jahr 2013 wurde er in die IIHF Hall of Fame aufgenommen. Sein Vater Kalevi und sein Bruder Teemu waren ebenfalls professionelle Eishockeyspieler.

## Karriere

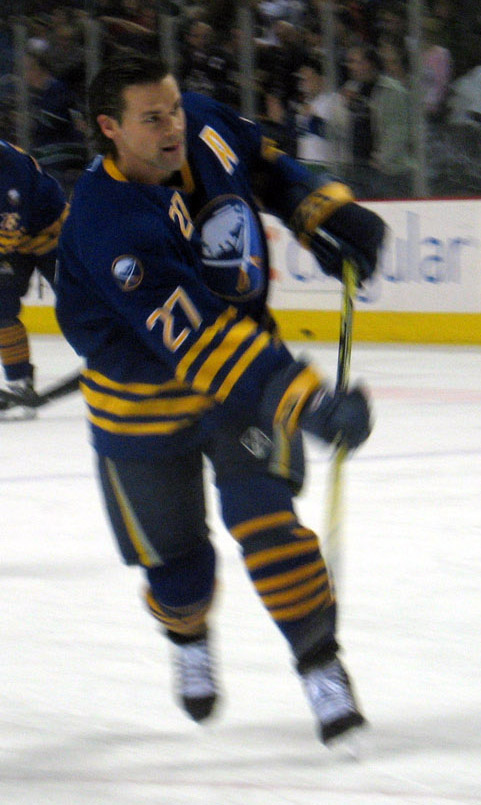
Numminen im Trikot der Buffalo Sabres (2007)

Numminen begann seine Karriere in der finnischen SM-liiga bei Tappara Tampere. Beim NHL Entry Draft 1986 sicherten sich die Verantwortlichen der Winnipeg Jets die Transferrechte des Rechtsschützen, als sie ihn in der zweiten Runde an insgesamt 29. Position auswählten. Der Finne blieb daraufhin bis zum Ende der Saison 1987/88 in Tampere und wechselte anschließend im Sommer 1988 in die NHL zu den Winnipeg Jets. Während des Lockout in der Saison 1994/95 absolvierte er 12 Spiele für TuTo Turku, die damals noch in der SM-Liiga spielten. Nach der Wiederaufnahme des Spielbetriebs in der National Hockey League, kehrte er allerdings nach Nordamerika zurück.
Als die Jets 1996 nach Arizona umzogen und dort fortan als Phoenix Coyotes in der NHL spielten, folgte Numminen dem Klub und blieb noch bis 2002/03 bei den Coyotes. Die folgende Saison verbrachte er bei den Dallas Stars, ehe er sich im Sommer 2005 den Buffalo Sabres anschloss, bei denen er weiterhin einen Vertrag besitzt. Im Sommer 2006 musste sich Numminen aufgrund von Herzrhythmusstörungen einer Operation unterziehen. Er erhielt einen Vertrag über ein weiteres Jahr bei den Sabres.
Nach der Spielzeit 2005/06 war Numminen nur 17 Spiele davon entfernt den Rekord seines Landsmannes Jari Kurri über die meisten NHL Spiele eines Europäers während der regulären Saison zu brechen, Kurri absolvierte 1251 Spiele in der regulären Saison. Der finnische Verteidiger wurde der europäische Rekordhalter an NHL-Spielen in der folgenden Spielzeit. Er bestritt in der Nacht auf den 15. November 2006 beim 7:4-Sieg der Buffalo Sabres in Carolina sein 1252. NHL-Spiel. Damit überholte der 38-Jährige seinen 1998 zurückgetretenen Landsmann Jari Kurri. Nach Numminens Karriereende wurde sein Rekord während der Saison 2009/10 durch Nicklas Lidström gebrochen.
Numminen absolvierte insgesamt 20 NHL-Spielzeiten, was ebenfalls Europarekord bedeutet. Er spielte für acht Jahre in Winnipeg, sieben Jahre für die Nachfolge-Franchise Phoenix, ein Jahr in Dallas und vier Jahre in Buffalo. Am 30. Januar 2010 wurde seine Trikotnummer 27 von den Phoenix Coyotes gesperrt.
Zur Saison 2012/13 wurde er als Assistenztrainer bei seinem ehemaligen NHL-Team Buffalo Sabres engagiert. Sein Vertrag bei den Sabres wurde nach der Saison 2013/14 nicht verlängert.

### International
Numminen vertrat die finnische Nationalmannschaft 1987 und 1991 beim Canada Cup, 1996, 1997 und 2004 bei der Eishockey-Weltmeisterschaft, 1996 und 2004 beim World Cup of Hockey, sowie 1988, 1998 und 2006 bei den Olympischen Winterspielen.

## Erfolge und Auszeichnungen
| - 1986 Finnischer Meister mit Tappara Tampere - 1987 Finnischer Meister mit Tappara Tampere - 1988 Finnischer Meister mit Tappara Tampere - 1999 Teilnahme am NHL All-Star Game | - 2000 Teilnahme am NHL All-Star Game - 2001 Teilnahme am NHL All-Star Game - 2010 Aufnahme in die Finnische Eishockey-Ruhmeshalle |

### International
| - 1986 Goldmedaille bei der U18-Junioren-Europameisterschaft - 1987 Bronzemedaille bei der Europameisterschaft - 1988 Bronzemedaille bei der U20-Junioren-Weltmeisterschaft - 1988 All-Star-Team der U20-Junioren-Weltmeisterschaft - 1988 Bester Verteidiger der U20-Junioren-Weltmeisterschaft - 1988 Silbermedaille bei den Olympischen Winterspielen | - 1991 Bronzemedaille bei der Europameisterschaft - 1997 All-Star-Team der Weltmeisterschaft - 1998 Bronzemedaille bei den Olympischen Winterspielen - 2004 Zweiter Platz beim World Cup of Hockey - 2006 Silbermedaille bei den Olympischen Winterspielen - 2013 Aufnahme in die IIHF Hall of Fame |

## Karrierestatistik

### International
Vertrat Finnland bei:
| - U18-Junioren-Europameisterschaft 1986 - Weltmeisterschaft 1987 - Canada Cup 1987 - U20-Junioren-Weltmeisterschaft 1988 - Olympischen Winterspielen 1988 - Weltmeisterschaft 1991 - Canada Cup 1991 | - Weltmeisterschaft 1996 - World Cup of Hockey 1996 - Weltmeisterschaft 1997 - Olympischen Winterspielen 1998 - Olympischen Winterspielen 2002 - World Cup of Hockey 2004 - Olympischen Winterspielen 2006 |

(Legende zur Spielerstatistik: Sp oder GP = absolvierte Spiele; T oder G = erzielte Tore; V oder A = erzielte Assists; Pkt oder Pts = erzielte Scorerpunkte; SM oder PIM = erhaltene Strafminuten; +/− = Plus/Minus-Bilanz; PP = erzielte Überzahltore; SH = erzielte Unterzahltore; GW = erzielte Siegtore; 1 Play-downs/Relegation; Kursiv: Statistik nicht vollständig)